# 12002 Suess
För andra betydelser, se Suess.
12002 Suess eller 1996 FR1 är en asteroid i huvudbältet som upptäcktes den 19 mars 1996 av de båda tjeckiska astronomerna Petr Pravec och Lenka Kotková vid Ondřejov-observatoriet. Den är uppkallad efter geologen Franz Eduard Suess.
Asteroiden har en diameter på ungefär 6 kilometer och den tillhör asteroidgruppen Eos.